# Bay de Loup
Bay de Loup est une localité canadienne située au sud de l'île de Terre-Neuve dans la province de Terre-Neuve-et-Labrador. 
Cette localité doit son nom à la baie de Loup sur laquelle elle est située, au fond de celle-ci.